# 开福寺站 (城铁)
开福寺站，位于中华人民共和国湖南省长沙市开福区开福寺路与黄兴北路交叉口东侧，是长株潭城际铁路上的火车站，于2017年12月26日启用，由广州铁路集团管辖。在本站可不出站，经站厅层的通道与长沙地铁1号线开福寺站相互换乘。

## 车站历史
- 2013年7月，开福寺站开始建设。
- 2015年12月7日，开福寺站顺利封顶。[5]
- 2017年12月26日，开福寺站随长株潭城际铁路西延段开通正式启用。

## 车站结构

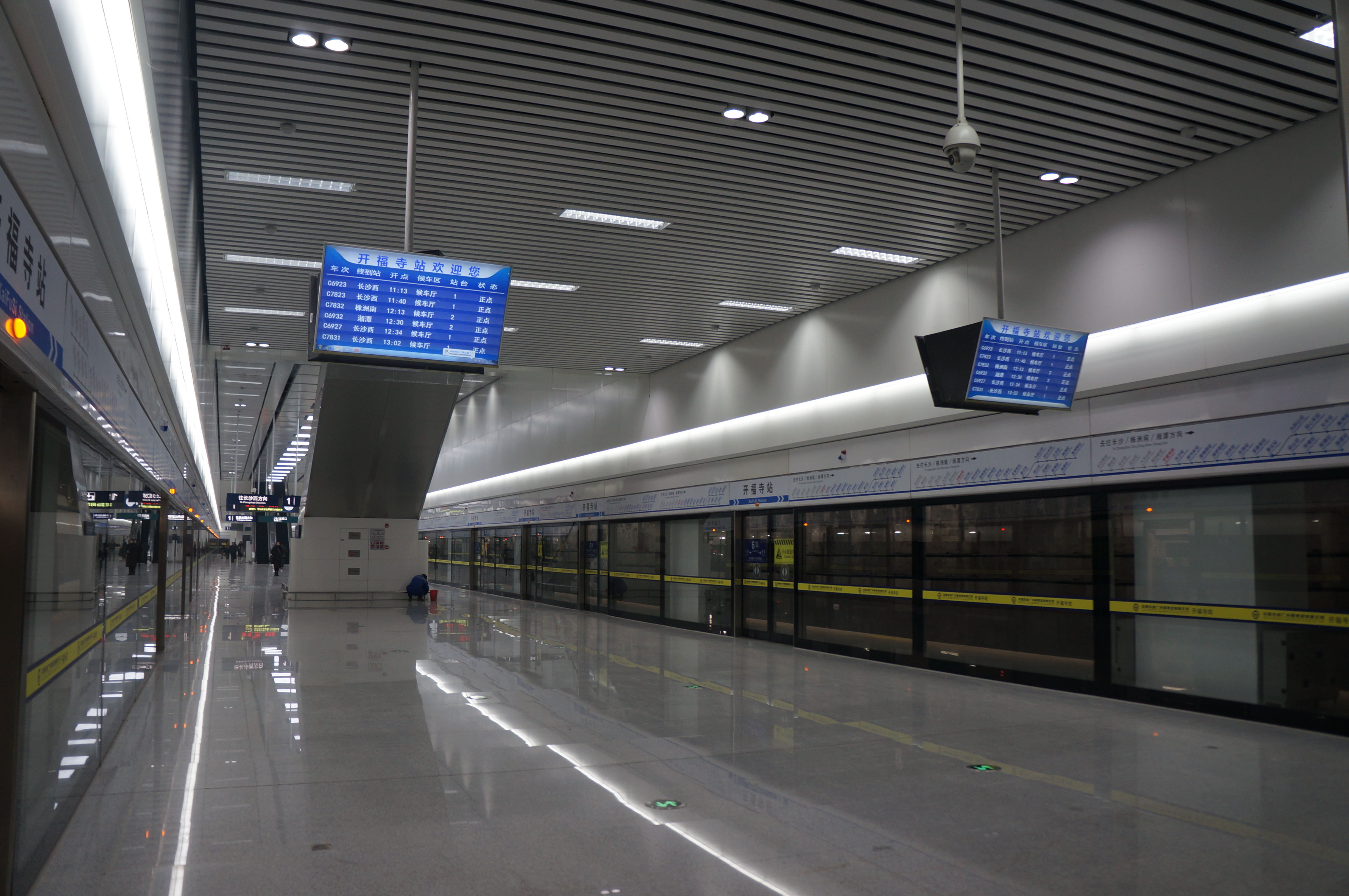
车站站台

该站位于华夏路与开福寺路交叉口西北角，开福寺路地下，呈东西向布置。长257米，宽27米至34米，车站基坑最深处位于地下35米。

### 站场
| 地下 一层 | 站厅、售票机、公安值班室、卫生间、出入口、地铁换乘通道 | 站厅、售票机、公安值班室、卫生间、出入口、地铁换乘通道 | 站厅、售票机、公安值班室、卫生间、出入口、地铁换乘通道 |
| 地下 二层 |                                                        | 长株潭城际铁路列车往湘潭/株洲南（長沙）                |                                                        |
| 地下 二层 | 岛式月台，右边车门将会开启                             |                                                        |                                                        |
| 地下 二层 | 长株潭城际铁路列车往長沙西（觀沙嶺）                   |                                                        |                                                        |

## 接驳交通

### 地铁
长沙地铁1号线开福寺站在铁路车站的西端成十字交叉，位于该站上一层，利用电梯即可在5分钟以内抵达。

## 事故

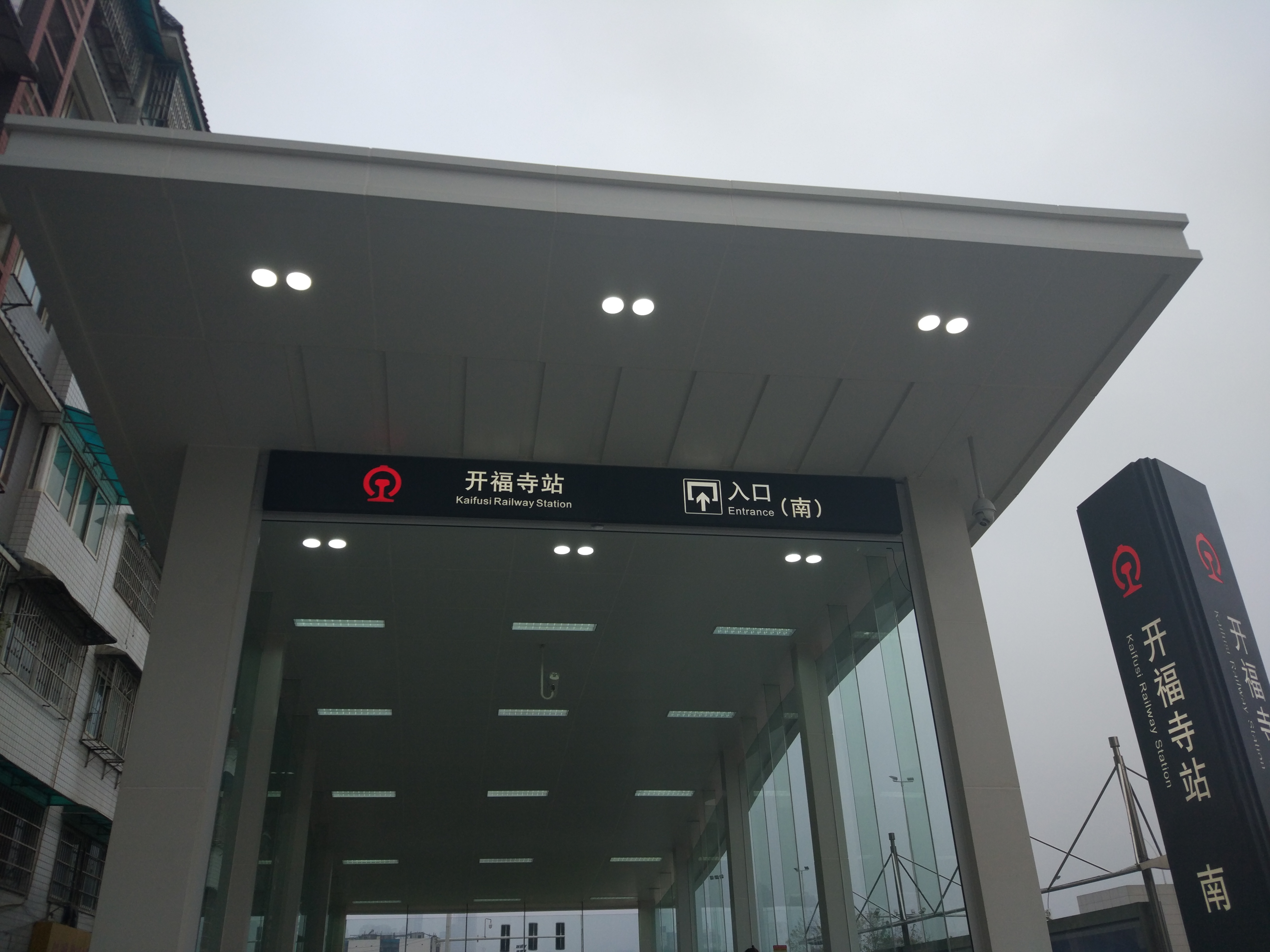
车站南出入口

2023年6月12日21时许，本站南进出站口的卷闸门掉落，砸中一名正在出站的乘客，致其硬膜外出血、颅骨骨折。车站方在次日的公告中指伤者生命体征平稳，但伤者母亲在两日后发文称伤者仍在ICU抢救，医生指其一直未脱离生命危险，后续的治疗漫长艰难，会留下后遗症。

## 车站周边
- 地铁 
 1号线开福寺站
- 开福寺
- 银盆岭大桥

## 外部連結
- 中国铁路客户服务中心 （页面存档备份，存于）